# Loring
La firma Loring Pujol y Cia és una de les moltes empreses aeronàutiques en què va invertir els seus esforços l'emprenedor enginyer Jorge Loring Martinez, que per altra banda estava emparentat amb el famós aviador Fernando Rein Loring, que va realitzar la repetició dels raids aeris Madrid – Manila.

## Biografia
Va acabar els estudis d'Enginyeria de Camins el 1912, i, com que no tenia cabuda en aparell estatal, va marxar a Guinea, on va fer negocis profitosos amb vaixells propis, de cacau i fustes fines. Retornat a la península, i aquesta vegada com empleat estatal, va arribar a Barcelona, on va desenvolupar la seva afició per la mecànica i va crear la companyia Loring Pujol y Cia, i es va treure el títol de pilot el 1916.
Poc després dirigí l'empresa Talleres Hereter S.A.. Aquest període és quan realitza la patent del motor de 18 cilindres en W amb el número de patent 68049, i que porta per títol Perfecionamiento en los Motores de Aviación amb data de dia 8 d'octubre de 1918 Aquesta fou presentada amb Claudio Baradat Guillé, creador d'altres motors. Vegeu Baradat.
Després d'aquest període, es trasllada a Madrid, on crea Loring Compañia Española de Trafico Aéreo (CETA) el 1921, amb la línia Sevilla – Larraix. El 1924 adquireix terrenys prop de Cuatro Vientos on instal·la la seva pròpia fàbrica d'avions, Talleres Loring.
L'any 1934 funda una nova companyia anomenada Aeronáutica Industrial S.A. AISA, on va ser trobat mort el 22 de setembre de 1936, en esclatar la Guerra Civil Espanyola.

## Descripció del motor
Segons els diferents dibuixos, i en la secció que apareix al llibre de referència, s'aprecia un motor de 18 cilindres en W o sigui tres blocs de 6 cilindres en línia amb arbre de lleves en cap amb atac directe a les vàlvules (Taques), comandats per arbre rei, pel que sembla un motor de gran potència.